# Tomocerus punctatus
Tomocerus punctatus is een springstaartensoort uit de familie van de Tomoceridae. De wetenschappelijke naam van de soort is voor het eerst geldig gepubliceerd in 1967 door Yosii.